# Oligomyrmex simalurensis
Oligomyrmex simalurensis är en myrart som först beskrevs av Auguste-Henri Forel 1915.  Oligomyrmex simalurensis ingår i släktet Oligomyrmex och familjen myror. Inga underarter finns listade i Catalogue of Life.